# Khopesh

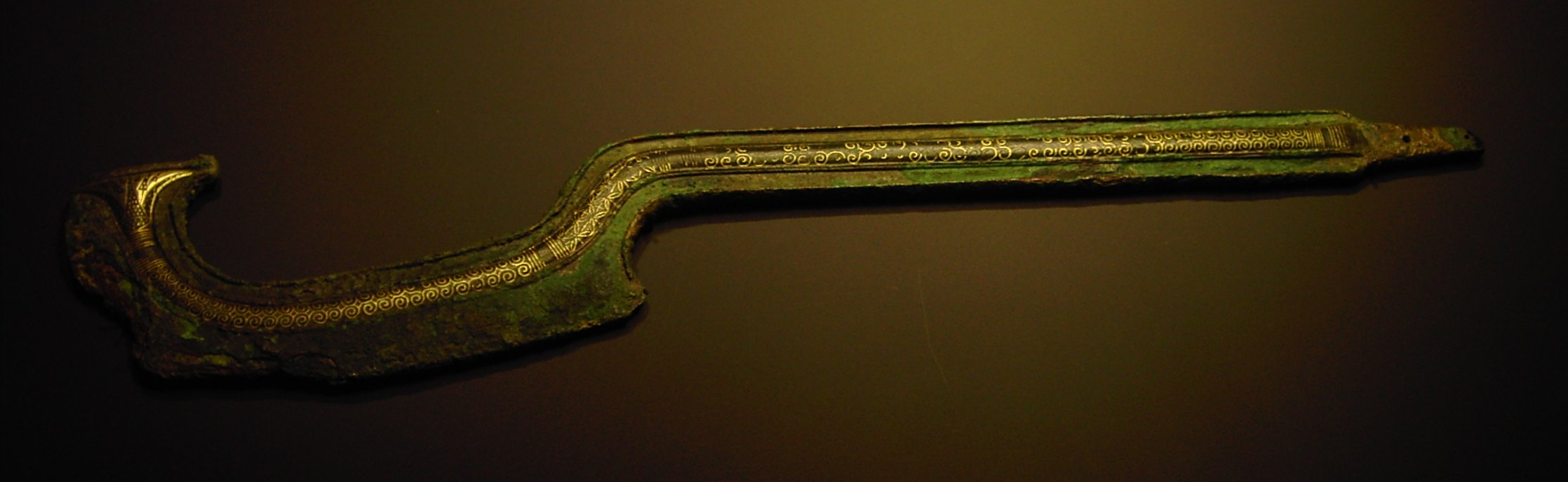
Egyptisk Khopesh (1200–1000 f.Kr.)

Khopesh är ett egyptiskt kort svärd, med formen av en skära och en längd på cirka 60 cm. Den slipade eggen fanns på skärans utsida. Man hanterade vapnet mer som en yxa än svärd, och slog upp fiendens pansar så han blev sårbar för stötar med själva spetsen på vapnet. Khopesh är daterad till 1200–1000 f.Kr.